# 关于抓革命促生产的通知
《中央关于抓革命促生产的通知》，也称《中共中央关于抓革命促生产的通知》，是1966年9月14日中共中央发布的一个通知，要求各级政府和直属企业认真学习讨论《人民日报》9月7日《抓革命、促生产》的社论，立即加强或组织指挥机构，保证各项工作的正常进行。其中包括六条内容，因此称为“工业六条”。

## 内容
通知要求：
1. 人民日报9月7日《抓革命，促生产》的社论，应当写成大字报，在各机关、企业、事业单位内外张贴，并组织全体职工认真学习讨论。
2. 工业(包括国防工业)、农业、交通、财贸部门，应当立即加强或组成各级指挥机构。
3. 各单位职工都应当坚守岗位。外出串连的应当迅速返回原工作岗位，积极参加本单位的革命和生产。
4. 各单位凡已经开展文化大革命的，应当在党委统一领导下，迅速组成抓革命、抓生产抓业务两个班子。职工的文化大革命业余时间搞。还未开展文化大革命、而生产任务又重的单位，文化革命可以推迟进行，但必须对文化大革命进行充分的正面教育。
5. 不论是中央直属的和地方的工矿企业、事业、商业、服务业、科学研究、设计单位，在文化大革命中，对该单位领导干部须要撤换的应由上级党委主动加以调整，不采取群众直接罢官的作法。
6. 各级单位必须抓好质量、品种、节约、安全等项工作。